# Edward Doubleday

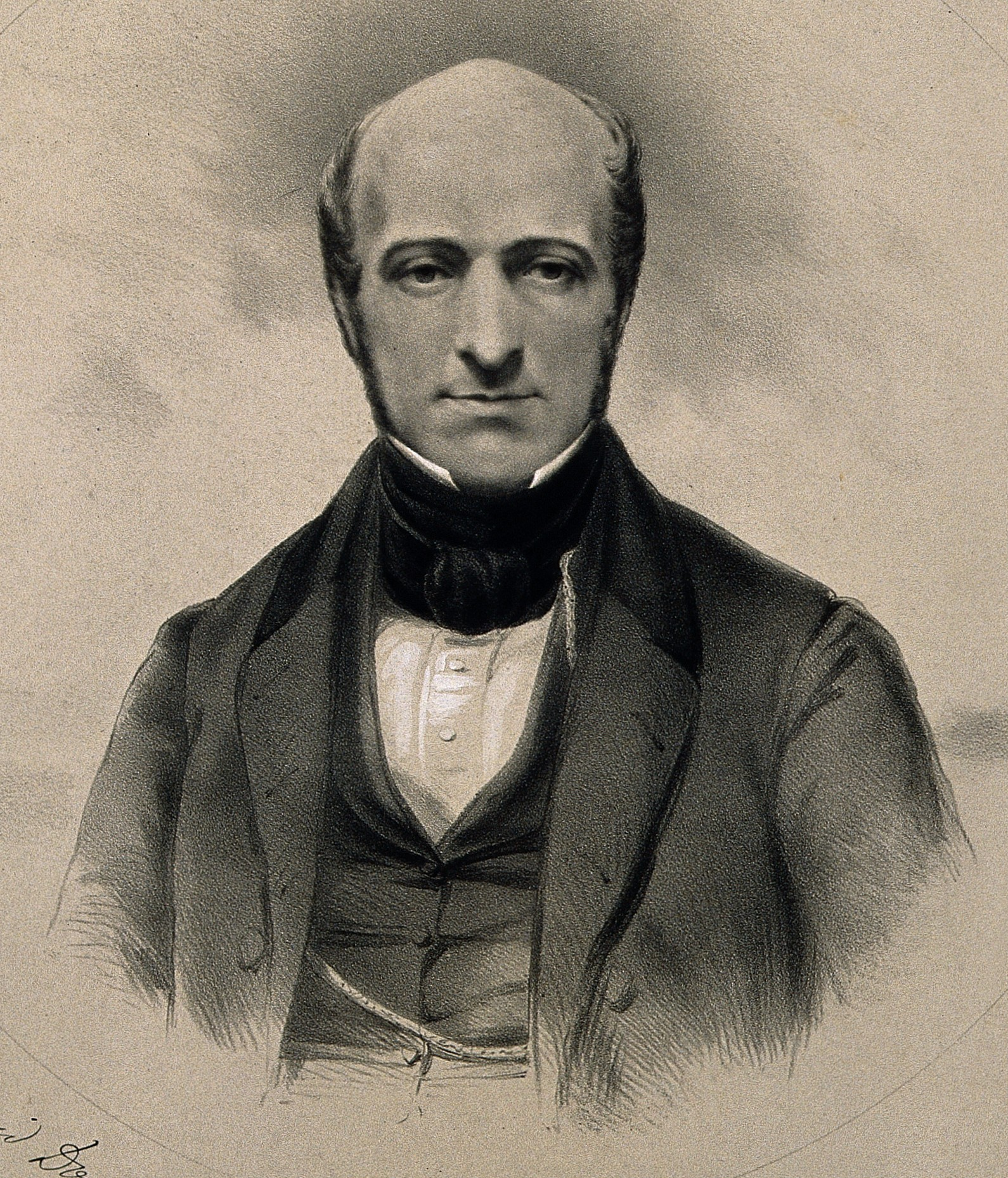
Edward Doubleday

Edward Doubleday (* 9. Oktober 1810 in Epping (Essex); † 14. Dezember 1849 in London) war ein britischer Entomologe und Ornithologe. Er befasste sich besonders mit Schmetterlingen.

## Leben und Wirken
Edward Doubleday stammte aus einer Quäker-Familie, sein Vater war Einzelhändler. Er war der Bruder von Henry Doubleday und war schon in seiner Kindheit an Naturforschung interessiert und sammelte mit seinem Bruder im Epping Forest. 1832 erfolgte seine erste wissenschaftliche Publikation. Er war ab 1839 Assistent in der Zoologischen Abteilung im British Museum, nachdem er 1839 vergeblich versucht hatte, als Naturforscher an einer Expedition zum Niger teilzunehmen.
Doubleday war zum Zeitpunkt seines Todes Sekretär der Entomological Society.
1835 war er auch für zwei Jahre auf Sammelreise in den USA insbesondere an der Ostküste, wobei er vor allem Insekten sammelte. Nach seiner Rückkehr veröffentlichte er über die Ergebnisse der Reise, darunter auch einen Aufsatz über Alligatoren in Florida.

## Mitgliedschaften
1845 wurde Doubleday von Félix Édouard Guérin-Méneville als Mitglied Nummer 296 der Société Cuvierienne vorgestellt.

## Schriften
- The Natural History of North America, Entomological Magazine 1838
- Lepidoptera of North America, being the result of Nineteen Months’ Travel, Magazine of Natural History 1840
- mit John Obadiah Westwood: The Genera of Diurnal Lepidoptera: comprising their generic characters, a notice of their habits and transformations, and a catalogue of the species of each genus, Longmans 1846 bis  1852, Biodiversity Library
- List of the specimens of lepidopterous insects in the collection of the British Museum, London, British Museum 1844 bis 1847, Biodiversity Library
- Nomenclature of British Birds, Van Voorst 1839